# Marcheno
Marcheno – miejscowość i gmina we Włoszech, w regionie Lombardia, w prowincji Brescia.
Według danych na rok 2004 gminę zamieszkuje 4096 osób, 186,2 os./km².